# ᶖ
ᶖ, appelé I crochet rétroflexe souscrit ou I hameçon rétroflexe souscrit, est une lettre latine utilisée auparavant dans l'alphabet phonétique international, rendu obsolète en 1976. En 1989, le symbole est changé par i˞, tout comme les autres voyelles avec crochet rétroflexe.

## Représentations informatiques
L’I crochet rétroflexe souscrit peut être représenté avec les caractères Unicode suivants : 
- composé (Supplément phonétique étendu) :

| formes    | représentations | chaînes de caractères | points de code | descriptions                                          |
| --------- | --------------- | --------------------- | -------------- | ----------------------------------------------------- |
| minuscule | ᶖ               | ᶖ                     | U+1D96         | lettre minuscule latine i hameçon rétroflexe souscrit |

- avant l’ajout de U+1D96 à Unicode 4.1 en 2005, décomposé (latin de base, diacritiques) :

| formes    | représentations | chaînes de caractères | points de code | descriptions                                                      |
| --------- | --------------- | --------------------- | -------------- | ----------------------------------------------------------------- |
| minuscule | i̢               | i◌̢                    | U+0069 U+0322  | lettre minuscule latine i diacritique hameçon rétroflexe souscrit |